# Морган Пара
Морган Пара (енгл. Morgan Parra; Мец 15. новембар 1988) професионални је рагбиста који тренутно игра за Клермон (рагби јунион). Био је у стартној постави репрезентације Француске која је изгубила у финалу светског првенства у рагбију од Новог Зеланда 2011.

## Биографија
Висок 180 цм, тежак 77 кг, Пара игра на позицијама 9 и 10, али примарно на позицији број 9 - деми (енгл. Scrum half). Од 2006. до 2009. играо је за РК Бургоин, а онда је прешао у Клермон (рагби јунион). За Клермон је до сада одиграо 142 утакмице и постигао 976 поена. За репрезентацију Француске је одиграо 64 тест мечева и постигао 347 поена. Са Француском је освојио Куп шест нација, а са Клермоном је освојио Топ 14.